# Kanton Le Gosier-1
Kanton Le Gosier-1 (francouzsky Canton du Gosier-1) byl francouzský kanton v departementu Guadeloupe v regionu Guadeloupe. Tvořila ho část obce Le Gosier. Zrušen byl při reformě francouzských kantonů z roku 2014.